# Мастій
Мастій (д/н — між 494 та 516) — берберський (доісламський) імператор Авресу.

## Життєпис
Про його діяльністьзамало відомостей. З напису в Аррісі, що знайшов Жером Каркопіно йдеться, що Мастій був вождем (дуксом) 67 років і імператором 40 років. Втім дослідникив вважають, що слід читати пошкоджену частину як 10 років. З огляду на це точаться дискусії щодо часу та періоду панування Мастія. Одні розглядають можливість початку отримання влади дукса у 426 році. Точно відомо, що у 476 році він оголосив себе імператором та покровителем католиків з метою привернути на свій бік населення Бізацени і Проконсульської Африки, де панували вандали-аріани. Втім титул Мастія не було визнано Візантією або іншою державою.
Водночас почалося повстання проти короля Гунеріха, що завершилося 484 року звільненням від вандалів південної Бізацени. Боротьба з вандалами тривала усе правління Мастія. Протягом 590-х років діяв успішно проти короля Тразамунда, захопивши у вандалів міста Тевесту, Тамугади, Багаї, Ламбезіс. Владу після смерті Мастія успадкував Ябда, родинні стосунки якого з Мастієм достеменно не з'ясовано.